# 藤波教忠
藤波 教忠（ふじなみ のりただ）は、日本の公卿、華族。世襲制最後の神宮祭主。

## 生涯

### 誕生から公卿へ
神宮祭主藤波光忠の子として、文政6年（1823年）に生まれる。
文政10年（1827年）、5歳で叙爵。天保2年（1831年）、9歳で元服、昇殿を許され、同日に従五位上神祇権大副となった。天保10年（1839年）には17歳で父から祭主職を継承した。弘化3年（1846年）、従三位に叙され、公卿に列する。翌年には推叙により正三位へ昇叙した。嘉永元年11月25日（1848年12月20日）、寿詞を奏上した賞で直衣を許される。翌年には第54回神宮式年遷宮を斎行した。
安政2年11月23日（1855年12月31日）、孝明天皇の新造内裏への遷幸に供奉した。

### 幕末から維新へ
安政5年3月12日（1858年4月25日）、日米修好通商条約締結の条約案について、その内容の撤回を要求する書状に連署した（廷臣八十八卿列参事件）。
文久2年5月11日（1862年6月8日）には、非蔵人の行う国事書類の筆写を担う国事御用書記の一人に任じられた。しかし、同年12月9日（1863年1月28日）に国事御用掛が設置されたことにより解任される。元治元年6月25日（1864年7月28日）には、関白二条斉敬に対して、横浜鎖港実施を幕府へ要求する一条家門流三十八卿建議に参加している。
こうした動きもむなしく、明治維新を迎えた。

### 罷免から隠居へ
維新後も神宮祭主であり続け、明治2年（1869年）の第55回神宮式年遷宮を斎行した教忠だったが、維新政府の改革のメスがついに入ってしまう。神宮の神官世襲廃止の布石として、明治4年1月28日（1871年3月18日）、祭主を罷免されてしまった。神宮に対しては同年5月14日（7月1日）に神官世襲廃止が通知された。
明治9年（1876年）12月25日、家督を婿養子に迎えた藤波言忠に譲って隠居する。
明治19年（1886年）には五辻高仲・山井氏暉と共に特旨を以て同日昇叙、教忠と高仲は正二位に、山井は従二位に叙された。
明治24年（1891年）、かねてからの病により、69歳で薨去した。墓所は青山霊園 1-ロ12-23。

## 官歴
公卿以前
- 文政10年5月21日（1827年6月15日）、従五位下
- 天保2年5月28日（1831年7月7日）、従五位上、神祇権大副
- 天保5年3月16日（1834年4月24日）、正五位下
- 天保8年1月5日（1837年2月9日）、従四位下
- 天保10年8月11日（1839年9月18日）、祭主
- 天保11年1月22日（1840年2月24日）、従四位上
- 天保12年3月11日（1841年5月1日）、右兵衛権佐を兼任
- 天保13年2月5日（1842年3月16日）、造宮使
- 天保13年2月29日（1842年4月9日）、造宮使を辞任
- 天保13年6月8日（1842年7月15日）、造宮使に還任
- 天保14年6月18日（1843年7月15日）、正四位下
- 天保15年6月29日（1844年8月12日）、神祇大副へ転任[注 3]
- 天保15年6月30日（1844年8月13日）、造宮使を辞任、服解[注 4]
- 天保15年8月21日（1844年10月2日）、除服出仕復任
- 弘化2年7月9日（1845年8月11日）、造宮使に還任

公卿以後
- 弘化3年1月18日（1846年2月13日）、従三位
- 弘化4年3月3日（1847年4月17日）、正三位
- 嘉永2年7月5日（1849年8月22日）、伊勢権守を兼任
- 文久元年12月5日（1862年1月4日）、従二位、神祇大副は如元[注 5]

維新以後
- 明治19年（1886年）2月5日、正二位

## 系譜
- 父：藤波光忠
- 母：吉野はな - 家女房（吉野周悦の娘）
- 妻：高倉愛子（高倉永雅の娘、後離縁）
  - 女子：藤波文子 - 藤波言忠室
  - 女子：大巌恭子 - 藤波言忠継室、後大巌蟄龍室
  - 女子：愛宕秀子 - 愛宕通致室
  - 女子：稲垣綾子 - 稲垣太祥室
  - 男子：藤波重忠
  - 養子：藤波言忠 - 広橋胤保男